# Nicole Ari Parker
Nicole Ari Parker Kodjoe (Baltimore, 7 de outubro de 1970), também conhecida como Nikki Kodjoe, é uma ex-modelo e atriz americana. Nicole é mais conhecida por seu papel como Becky Barnett no filme Boogie Nights e como a advogada Teri Joseph na série Soul Food.

## Biografia e carreira
Nicole nasceu em Baltimore, Maryland. Filha de pais divorciados, Susan Parker e Donald Parker, Nicole começou a carreira aparecendo em filmes aclamado pela crítica independente, entre eles: The Incredibly True Adventure of Two Girls in Love, Boogie Nights, 200 Cigarettes, e  o Festival Sundance de Cinema. Nicole também teve aparições na série americana CSI e já trabalhou ao lado de Martin Lawrence em dois de seus filmes: Blue Streak e Welcome Home Roscoe Jenkins. Ela também estreou na Broadway na peça A Streetcar Named Desire, como Blanche DuBois.

## Filmografia
| Ano  | Título                                             | Papel                     | Notas |
| ---- | -------------------------------------------------- | ------------------------- | ----- |
| 1993 | Other Women's Children                             | Marcelle                  |       |
| 1995 | Stonewall                                          | Female Draft Officer      |       |
| 1995 | The Incredibly True Adventure of Two Girls in Love | Evie Roy                  |       |
| 1995 | Divas                                              | Stephanie                 |       |
| 1996 | Rebound: The Legend of Earl "The Goat" Manigault   | Wanda                     |       |
| 1997 | The End of Violence                                | Ade                       |       |
| 1997 | Subway Stories                                     | Sharon                    |       |
| 1997 | Boogie Nights                                      | Becky Barnett             |       |
| 1998 | Spark                                              | Nina                      |       |
| 1998 | The Adventures of Sebastian Cole                   | Jenny                     |       |
| 1998 | Exiled                                             | Georgeanne Taylor         |       |
| 1999 | 200 Cigarettes                                     | Bridget                   |       |
| 1999 | Mute Love                                          | Mavis                     |       |
| 1999 | Mind Prey                                          | Weather Karkinnon         |       |
| 1999 | Mirar Mirror                                       | Denise Scott              |       |
| 1999 | Loving Jezebel                                     | Frances                   |       |
| 1999 | Harlem Aria                                        | Clarisse                  |       |
| 1999 | A Map of the World                                 | Sherry                    |       |
| 1999 | Blue Streak                                        | Melissa Green             |       |
| 2000 | The Loretta Claiborne Story                        | Christine Claiborne       |       |
| 2000 | Dancing in September                               | Tomasina 'Tommy' Crawford |       |
| 2000 | Remember the Titans                                | Carol Boone               |       |
| 2002 | Brown Sugar                                        | Reese Marie Wiggam Ellis  |       |
| 2005 | King's Ransom                                      | Angela Drake              |       |
| 2008 | Welcome Home, Roscoe Jenkins                       | Lucinda                   |       |
| 2009 | Black Dynamite                                     | Mahogany Black            |       |
| 2009 | Imagine That                                       | Trish                     |       |
| 2009 | Pastor Brown                                       | Tonya Copeland Brown      |       |
| 2011 | 35 and Ticking                                     | Zenobia                   |       |
| 2012 | Vipaka                                             | Sophie                    |       |
| 2014 | Repentance                                         | Sophie Sanchez            |       |
| 2016 | Almost Christmas                                   | Sonya Meyers              |       |
| 2018 | How It Ends                                        | Paula Sutherland          |       |